# Transcendental (Mono e The Ocean)
Transcendental è uno split EP del gruppo musicale giapponese Mono e del gruppo musicale tedesco The Ocean, pubblicato il 23 ottobre 2015 dalla Pelagic Records.

## Descrizione
Il disco contiene un brano inciso dai Mono e uno dai The Ocean, entrambi di durata superiore ai dieci minuti.
Secondo quanto spiegato dal chitarrista Takaakira "Taka" Goto dei Mono, il loro brano Death in Reverse tratta il tema della vita, della morte e della rigenerazione, aggiungendo che «anche quando i nostri corpi decadono e si decompongono, le nostre anime prevarranno immutate. I nostri corpi agiranno come semi per la prossima generazione, mentre le nostre anime viaggeranno insieme nella nostra nuova vita eterna». Per The Quiet Observe i The Ocean hanno basato il testo sul film Enter the Void di Gaspar Noé, che racconta la storia di uno spacciatore che, una volta ucciso, entra in quello che viene definito lo "stato intermedio" della vita secondo il Bardo Tödröl Chenmo.

## Tracce
1. Mono – Death in Reverse – 11:00
2. The Ocean – The Quiet Observer – 12:43

## Formazione

### Death in Reverse
Gruppo
- Takaakira "Taka" Goto – chitarra
- Tamaki – basso, pianoforte
- Yoda – chitarra
- Yasunori Takada – batteria, glockenspiel

Altri musicisti
- Alison Chesley – violoncello
- Helen Money – violoncello

Produzione
- Koichi Hara – registrazione, missaggio e mastering agli Heartbeat di Tokyo
- Will Thomas – registrazione violoncello al Neutral Music di Los Angeles

### The Quiet Observer
Gruppo
- Loïc Rossetti – voce
- Paul Seidel – batteria
- Damian Murdoch – chitarra
- Mattias Hägerstrand – basso
- Robin Staps – chitarra, campionatore
- Dalai Theofilopoulou – violoncello
- Vincent Membrez – pianoforte

Produzione
- Karl Daniel Lidén – registrazione batteria e basso ai Gröndal Studios di Stoccolma
- Damian Murdoch – registrazione proprie parti di chitarra
- Robin Staps – registrazione proprie parti di chitarra
- Dalai Theofilopoulou – registrazione proprie parti di violoncello
- Vincent Membrez – registrazione proprie parti di pianoforte
- Magnus Lindberg – missaggio, mastering